# (16499) 1990 SU9
A (16499) 1990 SU9 a Naprendszer kisbolygóövében található aszteroida. Eric Walter Elst fedezte fel 1990. szeptember 22-én.